# Phenacogaster microstictus
Phenacogaster microstictus is een straalvinnige vissensoort uit de familie van de karperzalmen (Characidae). De wetenschappelijke naam van de soort is voor het eerst geldig gepubliceerd in 1909 door Eigenmann.
Deze bentopelagische zoetwatervis wordt 4,2 cm lang en komt in de stroomgebieden van de Essequibo en Demerara voor. De typelocatie is het dorp Tumatumari aan de benedenloop van de Potaro.